# Belchior da Franca
Belchior da Franca (escrito por vezes Melchior) (Tânger, c. 1550 - 1591, Tânger) Adail, alcaide-mor, e capitão interino de Tânger.
Belchior da Franca era filho de Diogo Lopes da Franca que tinha ocupado por várias ocasiões a capitania de Tânger. Sobre a sua família existe mais informações no artigo sobre este último.

## Adail de Tânger
Não se sabe exatamente quando Belchior começou a assumir as funções de adail em Tânger. D. Fernando de Menezes na sua História de Tânger apenas nos dá o seu nome para o ano de 1588 : 
«Tornou depois ao campo o Alcaide de Alcaçar com mil e quinhentos de cavallo ; e parcendo-lhe, que era sentido, armou nos valos a gente do Adail Belchior da Franca, que sahindo fóra com os que o acompanhavão em 8. de Fevereiro de 1588 o investirão os mouros, rompendo os valos : sustentou-os o Adail com grande valor, até que o soccorreo o Capitão Francisco de Almeida com os mais cavalleiros, e infantes, que obrarão tam bem, que obrigarão a retirar os Mouros com grande perda, e sahindo ao campo os forão seguindo até os lançar delle, tomando-lhe na retirada muitos cavallos, e matarão Mouros entre elles Abrahem Fulful, que era dos principaes. E tornando dahi a poucos dias a correr o Alcaide aos Atalayas, os soccorreo o Adail, e a elle o Capitão com a mais gente de cavallo, e toda a infanteria : travouse entre huns, e outros grande peleja, o remate daqual foy retiraremse os mouros com as perdas que costumavão, deixando no campo muitos homens, e cavallos mortos, que não puderão encubrir, como sempre costumavão. Nas memorias que achamos destes sucessos não consta, que houvesse perda da nossa parte.

## Capitão interino de Tânger
Partindo D. Francisco de Almeida, para Portugal,«tendo licença para largar o governo», em 1590, «Deixou nelle Belchior da Franca, e Simão Lopes de Mendonça, que o exercitarão sem acharmos sucesso digno de referir, até que ElRey mandou novo General», Aires de Saldanha, que chegou em 17 de Janeiro de 1591..
Depois dessa data não se encontra mais menção de Belchior da Franca, na História de Tânger, que é a única fonte onde achamos dados sobre a sua existencia, se não contarmos as listas genealógicas. 
D. Fernando continua, relatando feitos acontecidos ao adail de Tânger mas sem dar o seu nome, até que para o ano de 1596 dá-lhe o nome de Simão Lopes de Mendonça : Este tinha  sido o governador de Tânger, com Belchior, em 1590, e também já «Adail proprietario de Tangere» em 1572, e 1578, servindo na Batalha de Alcácer-Quibir, e que morrerá em 1598 «com geral sentimento, por ter mostrado em todas as occasioens valor e prudencia, e se em alguma não seguio as ordens do seu General seria mais por culpa de quem as levou que da sua obediença»). 
Por consequente entre as datas de 1588 e 1596 Belchior foi substituido por Simão Lopes, ou então seria Belchior que tinha substituido Simão Lopes em 1588, por este ter "diferenças" com o General, como aconteceu em 1596 : «Passado alguns dias [ depois do 27 de Junho de 1596 ] teve o generar differenças com o Adail Simão Lopes de Mendoça, suspendeo o do cargo, que mandou servir ao Contador André Dias da Franca [ irmão de Belchior ], até que perdoando ao Adail o restituhio ao posto e à sua graça, cuja falta era para elle e mayor castigo». 
Belchior seria então possivelmente o Adail-mor de Tânger (assim é chamado pela Pedatura Lusitana), de quem D. Fernando de Menezes nunca faz menção antes da data de 1609, e seria por essa razão que era escolhido para substituir o adail quando era necessário, ou o governador.
Seja como for, Belchior parece ter desparecido de Tânger depois de 1591, ou por morrer de infermidade, porque D. Fernando não fala dele como morto na guerra, ou por outra razão.

## Descendência
Belchior da Franca casou com D. Simoa Godinho Banha, e têve pelo menos dois filhos : André Dias da Franca, que foi alcaide-Mor de Tânger e governador interino, e Joanna que casou com Alexandre de Moura, governador do Rio de Janeiro.